# 552 Dywizja Grenadierów
552 Dywizja Grenadierów (niem. 552. Grenadier-Division) – niemiecka dywizja sformowana 11 lipca 1944 jako dywizja zaporowa. Niedługo później, 25 lipca została włączona w skład 6 Dywizji Grenadierów.

## Skład
- 1116  pułk grenadierów
- 1117  pułk grenadierów
- 1118  pułk grenadierów
- 1552  pułk artylerii
- 552  kompania fizylierów
- 1552  batalion przeciwpancerny
- 1552  batalion inżynieryjny
- 1552  batalion łączności
- 1552  dywizyjne oddziały zaopatrzeniowe